# 彭瑞金
彭瑞金（1947年—），臺灣文學評論家，畢業於國立高雄師範大學國文系，曾經擔任中學教師。1947年，出生在新竹縣北埔鄉。青年時期因撰寫鍾肇政研究，獲鍾肇政賞識，締下其與臺灣文學的姻緣，而後長年投入臺灣文學的評論與研究工作中。1982年，獲得巫永福評論獎。1991年，出版《臺灣新文學運動四十年》。

## 生平
1947年，出生在新竹縣北埔鄉。曾任靜宜大學臺灣文學系專任教授、系所主任，2018年初校方為其辦理榮譽退休儀式、臺灣研究中心主任，並任台灣筆會理事長。其研究與評論獲獎無數，曾獲台北市西區扶輪社所頒之台灣文化奬、教育部文藝創作獎、行政院客家委員會頒發客家貢獻獎、及高雄市政府頒發之高雄市文藝獎等殊榮。研究領域為台灣文學史、文學評論、台灣客家文學、台灣原住民文學等。

## 著作
| 書名                                 | 出版社             | 出版日 |
| ------------------------------------ | ------------------ | ------ |
| 泥土的香味                           | 三民               | 1980   |
| 張彥勳集                             | 前衛               | 1992   |
| 葉石濤集                             | 前衛               | 1992   |
| 鄭煥集                               | 前衛               | 1992   |
| 陳千武集                             | 前衛               | 1992   |
| 李篤恭集                             | 前衛               | 1992   |
| 廖清秀集                             | 前衛               | 1992   |
| 1994臺灣文學選                       | 前衛               | 1995   |
| 國民文選．小說卷（共4冊）            | 玉山社             | 2004   |
| 臺灣文學50家                         | 玉山社             | 2005   |
| 高雄文學小百科                       | 高雄市政府文化局   | 2006   |
| 2007年臺灣文學年鑑                   | 國立臺灣文學館     | 2008   |
| 鍾肇政文學評傳                       | 春暉出版社         | 2009   |
| 鳳邑古典詩文賞析                     | 高雄縣政府文化局   | 2009   |
| 高雄縣中小學臺灣文學讀本（共2冊）    | 高雄縣政府文化局   | 2009   |
| 2008年臺灣文學年鑑                   | 國立臺灣文學館     | 2009   |
| 臺灣詩人選集（共20冊）               | 國立臺灣文學館     | 2009   |
| 高雄市文學史                         | 春暉出版社         | 2010   |
| 臺灣現當代作家研究資料彙編27：李喬   | 國立臺灣文學館     | 2012   |
| 高雄文學發聲國際學術研討會論文集     | 高雄市政府文化局   | 2017   |
| 客家、臺中學、全球在地化             | 豐饒文化           | 2017   |
| 臺灣現當代作家研究資料彙編97：楊青矗 | 國立臺灣文學館     | 2017   |
| 客音傳揚：客語民間文學身影採集 上冊  | 國立臺灣文學館     | 2018   |
| 客音傳揚：客語民間文學身影採集 下冊  | 國立臺灣文學館     | 2018   |
| 客家文學：臺灣客家研究論文選輯10     | 國立交通大學出版社 | 2019   |
| 戰後臺灣新文學運動四十年             | 春暉出版社         |        |

## 評價
在還沒有成立「台灣文學系」的年代，想了解台灣文學，除了葉石濤寫的《台灣文學史綱》外，另一本就是彭瑞金的《台灣新文學運動四十年》 ；彭瑞金終生投入台灣文學研究工作，做研究、寫評論、辦雜誌、教書，著作等身，在台灣文學領域中，彭瑞金這個名字幾乎無人不知無人不曉。學者賴松輝認為，彭氏自1980年完成其第一部評論集《泥土的香味》以來，即以對臺灣文學的評論聞名於臺灣文學界。而他所撰寫之《臺灣新文學運動四十年》一書，「更是早期臺灣文學愛好者必讀的經典佳作。」學者江寶釵認為，於1991年，《臺灣新文學運動四十年》的出版，是深化了作家葉石濤過去在《臺灣文學史綱》中的文學意見。而該書的內容，也呼應了葉氏所念茲在茲的臺灣主體意識。

## 外部連結
- 彭瑞金老師個人資料 （页面存档备份，存于）